# Canoa/kayak ai Giochi della XVI Olimpiade - K2 1000 metri maschile
La competizione del K2 1000 metri di Canoa/kayak ai Giochi della XVI Olimpiade si è disputata il giorno 1º dicembre 1956 al bacino del lago Wendouree a Ballarat.

## Programma
| Data             | Round      | Note                |
| ---------------- | ---------- | ------------------- |
| 1º dicembre 1956 | 3 Batterie | I primi 3 in finale |
| 1º dicembre 1956 | Finale     |                     |

## Risultati

### Batterie
| Pos. | Nazione          | Atleti                             | Tempo  |
| ---- | ---------------- | ---------------------------------- | ------ |
| 1    | Unione Sovietica | Mihhail Kaaleste Anatoly Demitkov  | 3'55"1 |
| 2    | Austria          | Maximilian Raub Herbert Wiedermann | 3'57"2 |
| 3    | Cecoslovacchia   | Miroslav Jemelka Rudolf Klabouch   | 3'58"3 |
| 4    | Svezia           | Carl-Åke Ljung Ragnar Heurlin      | 4'00"0 |
| 5    | Ungheria         | Imre Vágyóczky Zoltán Szigeti      | 4'00"3 |

| Pos. | Nazione       | Atleti                              | Tempo  |
| ---- | ------------- | ----------------------------------- | ------ |
| 1    | Germania      | Michel Scheuer Meinrad Miltenberger | 3'56"4 |
| 2    | Romania       | Mircea Anastasescu Stavru Teodorov  | 3'59"1 |
| 3    | Gran Bretagna | Brian Bullivant Raymond Blick       | 4'01"6 |
| 4    | Polonia       | Ryszard Skwarski Jerzy Górski       | 4'12"6 |
| 5    | Stati Uniti   | Chick Dermond John Pagkos           | 4'22"7 |

| Pos. | Nazione   | Atleti                                  | Tempo  |
| ---- | --------- | --------------------------------------- | ------ |
| 1    | Australia | Walter Brown Dennis Green               | 4'03"0 |
| 2    | Belgio    | Hendrik Verbrugghe Germain Van De Moere | 4'04"7 |
| 3    | Francia   | Maurice Graffen Michel Meyer            | 4'09"7 |
| 4    | Canada    | Robert Smith Les Melia                  | 4'27"8 |
| -    | Finlandia | Pentti Raaskoski Juhani Helenius        | DQ     |

### Finale
| Pos.    | Nazione          | Atleti                                  | Tempo  |
| ------- | ---------------- | --------------------------------------- | ------ |
| Oro     | Germania         | Michel Scheuer Meinrad Miltenberger     | 3'49"6 |
| Argento | Unione Sovietica | Mihhail Kaaleste Anatoly Demitkov       | 3'51"4 |
| Bronzo  | Austria          | Maximilian Raub Herbert Wiedermann      | 3'55"8 |
| 4       | Romania          | Mircea Anastasescu Stavru Teodorov      | 3'56"1 |
| 5       | Francia          | Maurice Graffen Michel Meyer            | 3'58"3 |
| 6       | Belgio           | Hendrik Verbrugghe Germain Van De Moere | 3'58"7 |
| 7       | Australia        | Walter Brown Dennis Green               | 3'59"1 |
| 8       | Cecoslovacchia   | Miroslav Jemelka Rudolf Klabouch        | 4'01"4 |
| 9       | Gran Bretagna    | Brian Bullivant Raymond Blick           | 4'05"9 |